# Stadionul Someșul
Stadionul Someșul este un stadion polivalent din Satu Mare, România. Este folosit mai ales pentru meciurile de fotbal și este terenul gazdelor Someșul Satu Mare și Olimpia Satu Mare. Stadionul are o capacitate de 6.000 de persoane.